# Résolution 1073 du Conseil de sécurité des Nations unies
Membres permanents
- Chine
- États-Unis
- France
- Royaume-Uni
- Russie

Membres non permanents
- Allemagne
- Botswana
- Chili
- Corée du Sud
- Égypte
- Guinée-Bissau
- Honduras
- Indonésie
- Italie
- Pologne

Résolution no 1072 Résolution no 1074
La résolution 1073 du Conseil de sécurité des Nations unies est adoptée lors de la 3 698e séance du Conseil de sécurité des Nations unies le 28 septembre 1996, au sujet de nouvelles violences survenues à Jérusalem dans le cadre du conflit israélo-palestinien. Après un rappel de toutes les résolutions concernant Jérusalem et la prise en compte d'une lettre rédigée par l'Arabie saoudite au nom de la Ligue arabe, le Conseil appelle Israël à cesser et à revenir sur tout acte ayant aggravé la situation dans la région.

## Contexte
Le 23 septembre 1996, Israël ouvre un tunnel partant du mur des Lamentations et débouchant près du mont du Temple et de la mosquée al-Aqsa. Cette action engendre des violences dans les territoires palestiniens, qui causent la mort de 14 Israéliens et 56 Arabes. 300 autres personnes sont blessées.
Cinquante porte-paroles saisissent le Conseil de sécurité des Nations unies à propos de cette nouvelle escalade de violences. Cette séance du Conseil de sécurité est demandée par l'Arabie saoudite dans une lettre rédigée le 26 septembre au nom de la Ligue des États arabes. Les ministres des Affaires étrangères de plusieurs États y participent.

## Contenu
La résolution déplore les violences survenues entre des Palestiniens et l'Armée israélienne à Jérusalem, Naplouse, Ramallah, Bethléem et dans la bande de Gaza, qui ont fait des morts et des blessés des deux côtés. Le Conseil exprime son inquiétude face aux nouvelles violences commises dans les lieux saints. Sont également mentionnées les possibles conséquences sur le processus de paix israélo-palestinien dans son ensemble.
En plus d'exhorter Israël à « cesser immédiatement » et annuler toutes ses actions, le texte demande la protection des Palestiniens et la reprise des négociations entre les deux parties.
La résolution 1073 est adoptée à 14 voix pour et 0 contre, avec l'abstention des États-Unis.